# Stugusläkten

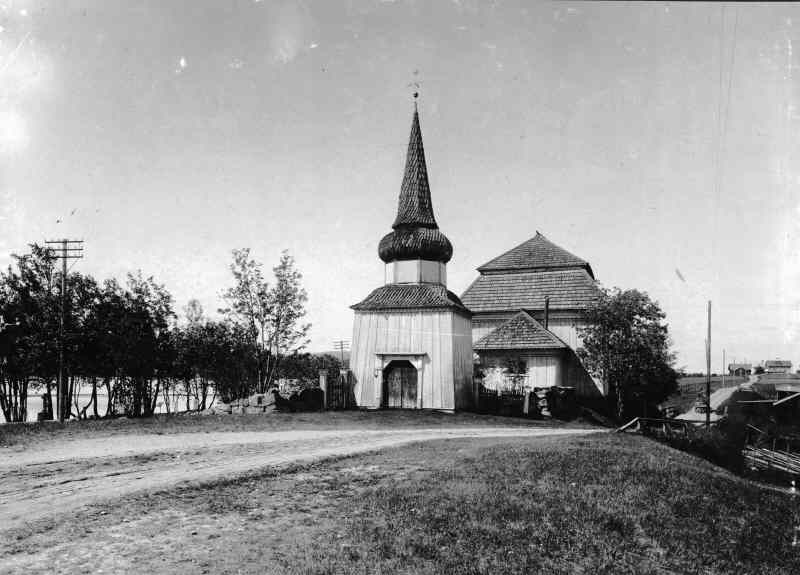
Stuguns gamla kyrka och dess klockstapel uppfördes av Pål Persson 1786 respektive 1776.

Stugusläkten omfattar ättlingar till Gjurd Bodakarl, byggmästare och innehavare (1278–1296) av själastugan, som givit byn Stugun dess namn.
Några osäkra släktled senare finns Erik Harvardsson (född cirka 1465). Sex av hans söner har bekräftats vara varandras bröder genom DNA-tester på nu levande ättlingar längs manliga led: Ivar, Bengt, Olof, Halvard, Andulf och en som vi ännu inte har namn på. Se DNA-släktforskning. De tillhörde Y-DNA-haplogrupp I-Y24467 (I1a2a1a1d1a1a2c10a2a) som sannolikt uppstod för minst 550 år sedan.
Stugusläkten finns samlad i en släktbok utgiven av Stuguns Hembygdsförening år 1991. Detta verk är reviderat och utökat av E. Eriksson. Verket är baserat på efterforskningar samlade och utgivna av A. J. Hansson (1927), kompletterade av Å. Tågefeldt under 1960-talet.

## Kända medlemmar av släkten
- Pål Persson (1732-1815), byggmästare känd för att ha uppfört ett antal klockstaplar och kyrkobyggnader
- Peter Sahlin, (1874-1966), målare och fotograf
- Paul Sahlin, (1905-1987), målare
- Batte Sahlin, (1929-), konstnär
- Jesper Nordin, (1971-), kompositör